# Neruda en el corazón
Neruda en el corazón es un proyecto discográfico producido en 2004 para conmemorar el centenario del natalicio de Pablo Neruda, editado por BMG-Ariola en colaboración con Factoría Autor. El disco iba acompañado de un DVD con dos documentales en torno a la figura del poeta chileno.
El disco Neruda en el corazón es un trabajo colectivo en el que diversos artistas cantaron poemas del chileno, producido por Víctor Manuel. El trabajo se presenta en el ámbito del Fórum de las Culturas celebrado en Barcelona en un concierto celebrado en el Palau Sant Jordi el día 5 de julio de 2004, con la dirección escénica de Manuel Huerga y al que asistieron más de 13 000 espectadores. Fue televisado a toda España y Latinoamérica.
Algunos de los artistas participantes en el disco no participaron en el concierto, que incluyeron algunas diferencias respecto a la grabación, en directo contó con la presencia y las voces de Ana Belén, Antonio Vega, Carmen París, Estrella Morente (en sustitución de su padre Enrique Morente, quien participó en el disco), Joan Manuel Serrat, Joaquín Sabina, Jorge Drexler, Julieta Venegas, Miguel Bosé, Miguel Poveda, Miguel Ríos, Pedro Guerra, Sole Giménez y Víctor Manuel, mientras que el actor chileno Julio Jung interpretó a Neruda en el escenario.

## Contenido del CD-DVDNeruda en el corazón[4]
- 1. «El monte y el río» - Jorge Drexler
- 2. «Tonada de Manuel Rodríguez» - Ana Belén
- 3. «Antes de amarte, amor (Soneto XXV)» - Pedro Guerra
- 4. «Walking around» - Miguel Bosé
- 5. «Me gustas cuando callas (Poema 15)» - Adriana Varela
- 6. «Amo el amor de los marineros» - Joaquín Sabina
- 7. «Mia brutta (Mi fea)» - Lucio Dalla
- 8. «Oda a la guitarra» - Vicente Amigo y Montse Cortés
- 9. «No te quiero sino porque te quiero» - Antonio Vega
- 10. «Puedo escribir los versos (Poema XX)» - Joan Manuel Serrat
- 11. «A callarse» - Julieta Venegas
- 12. «Plenos poderes» - Víctor Manuel
- 13. «Para mi corazón basta tu pecho» - Pablo Milanés
- 14. «Casa» - Sole Giménez
- 15. «Me peina el viento los cabellos» - Miguel Poveda
- 16. «Oda a la tristeza» - Miguel Ríos
- 17. «Para que tú me oigas» - Carmen París
- 18. «¿Quiénes se amaron como nosotros? (Sonetos XCV y XCVI)» - Enrique Morente

DVD El poeta que amaba tantas cosas
- 1. Isla negra, Neruda y el mar
- 2. Neruda en el corazón